# Schinne
Schinne là một đô thị thuộc huyện Stendal, bang Sachsen-Anhalt, Đức. Đô thị Schinne có diện tích 15,11 km², dân số thời điểm ngày 31 tháng 12 năm 2006 là 464 người.